# Beacon intermodal
Beaconintermodalleasing（ビーコンインターモーダルリーシング）はかつてアメリカマサチューセッツ州に本社を置いていた、海上コンテナのリースおよび販売を行っていた会社。

## 概要
2008年に設立。
ロゴは青地に灯台のイラストが表記されたものだった。
2014年に三菱UFJリースの傘下に入り、同社のアメリカ法人となった。
2020年にBeaconのフォントが明朝体からゴシック体に変更された。
2023年1月に同国のコンテナリース会社CAI internationalに統合し、ロゴもCAIと同社が一つになったかのように変更された。

## 主なリース先
アジア
SITC・陽明海運・高麗海運・興亜海運・天敬海運・商船三井・日本郵船・オーシャンネットワークエクスプレス
ヨーロッパ
CMA CGM・ハパックロイド

## 主要機器
20ftドライコンテナ・40ftドライコンテナ・40ftハイキューブドライコンテナ・20ftリーファーコンテナ・40ftハイキューブリーファーコンテナ